# Martin Straka
Martin Straka (ur. 3 września 1972 w Pilźnie) – czeski hokeista, reprezentant Czechosłowacji i Czech, dwukrotny olimpijczyk. Wychowanek, do 2014 zawodnik i kapitan HC Pilzno 1929.
W 2008 został również menadżerem generalnym, a w 2009 większościowym właścicielem swojego macierzystego klubu HC Pilzno 1929. Jego brat Michal Straka (ur. 1971) jest także hokeistą.

## Kariera klubowa
- TJ Škoda Plzeň (1991–1992)
- Cleveland Lumberjacks (1992)
- Pittsburgh Penguins (1992–1995)
  -  HC Pilzno (1994)
- Ottawa Senators (1995–1996)
- New York Islanders (1996)
- Florida Panthers (1996–1997)
- Pittsburgh Penguins (1997–2003)
- Los Angeles Kings (2003–2004)
- Lasselsberger Pilzno (2004–2005)
- New York Rangers (2005–2008)
- HC Pilzno 1929 (2008–2014)

Wychowanek klubu TJ Škoda Plzeň. W drafcie NHL z 1992 został wybrany przez Pittsburgh Penguins. W tej drużynie zadebiutował w NHL w sezonie NHL (1992/1993). Później reprezentował także barwy: Pittsburgh Penguins, Ottawa Senators, New York Islanders, Florida Panthers, Los Angeles Kings i New York Rangers. Po zakończeniu sezonu 2007/2008 wrócił do Czech i od tego czasu kontynuuje karierę w macierzystym klubie z Pilzna, którego jednocześnie został większościowym właścicielem (wcześniej w swoim klubie grał także w czasie lokautu w sezonie 2004/2005).
W ekstraligi czeskiej 2012/2013 ze swoim klubem HC Škoda Pilzno dotarł do finału, gdzie w siódmym, decydującym meczu przeciw PSG Zlín, zakończonym w regulaminowym czasie wynikiem 3:3, zdobył zwycięskiego gola w drugiej dogrywce (czas 96:15, wynik 4:3). Był to pierwszy złoty medal mistrzostw Czech dla 40-letniego Straki. W fazie play-off zajął drugie miejsce w punktacji kanadyjskiej ligi (pierwszy był jego partner z ataku, niespełna dwa razy młodszy Jan Kovář). Pod koniec marca 2014 ogłosił zakończenie kariery zawodniczej.

## Kariera reprezentacyjna
Uczestniczył w turniejach mistrzostw świata w 1994, 2003, 2004, 2005, Pucharu Świata 1996, 2004 oraz zimowych igrzysk olimpijskich 1998, 2006. Z reprezentacją zdobył złoty medal igrzysk olimpijskich oraz mistrzostw świata.

## Sukcesy

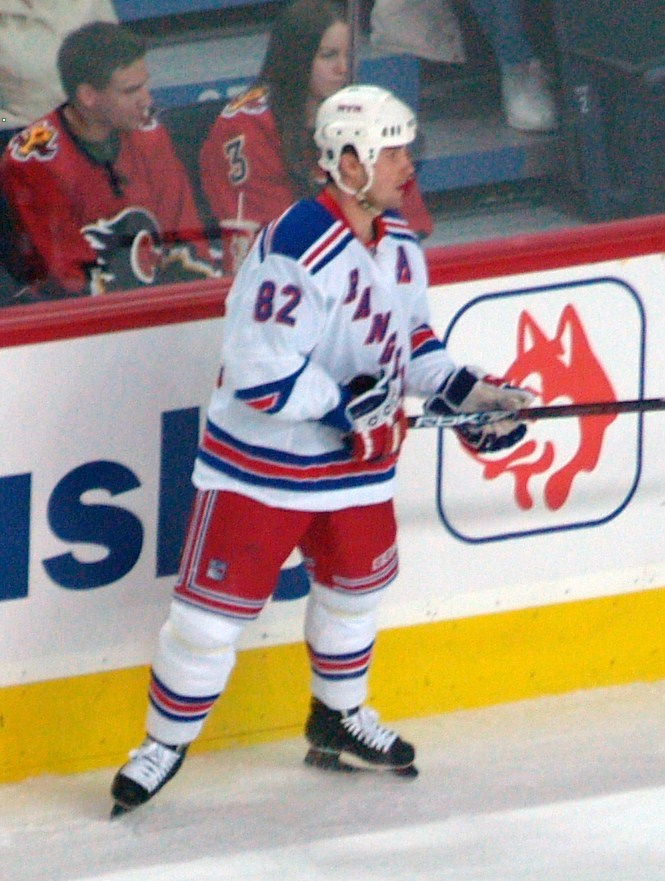
Martin Straka w barwach New York Rangers (2008)

Reprezentacyjne
- Brązowy medal mistrzostw Europy Juniorów do lat 18: 1990 z Czechosłowacją
- Brązowy medal mistrzostw świata juniorów do lat 20: 1991 z Czechosłowacją
- Złoty medal zimowych igrzysk olimpijskich: 1998
- Złoty medal mistrzostw świata: 2005
- Brązowy medal zimowych igrzysk olimpijskich: 2006

Klubowe
- Srebrny medal mistrzostw Czechosłowacji: 1992 z HC Pilzno
- Presidents’ Trophy: 1993 z Pittsburgh Penguins
- Mistrz Dywizji NHL: 1993, 1994, 1998 z Pittsburgh Penguins
- Puchar Wiktorii: 2008 z New York Rangers
- Brązowy medal mistrzostw Czech: 2012 z HC Pilzno
- Puchar Prezydenta Czeskiej Federacji Hokeja na Lodzie: 2010 z HC Pilzno 1929
- Zwycięzca fazy zasadniczej European Trophy: 2011 z HC Pilzno 1929
- Złoty medal mistrzostw Czech: 2013 z HC Škoda Pilzno

Indywidualne
- Ekstraliga czechosłowacka 1991/1992:
  - Skład gwiazd
- NHL (1998/1999):
  - NHL All-Star Game
- Ekstraliga czeska w hokeju na lodzie (2008/2009):
  - Pierwsze miejsce w klasyfikacji asystentów w fazie play-off: 13 asyst
  - Hokeista sezonu czeskiej ekstraligi
- Ekstraliga czeska w hokeju na lodzie (2010/2011):
  - Pierwsze miejsce w klasyfikacji asystentów: 44 asysty[8]
- Ekstraliga czeska w hokeju na lodzie (2012/2013):
  - Drugie miejsce w klasyfikacji strzelców w fazie play-off: 8 goli
  - Drugie miejsce w klasyfikacji asystentów w fazie play-off: 12 asyst
  - Drugie miejsce w klasyfikacji kanadyjskiej w fazie play-off: 20 punktów
  - Zdobywca zwycięskiego gola w drugiej dogrywce siódmego decydującego meczu finałów z PSG Zlín (czas 96:15, wynik 4:3)[2][3]

Wyróżnienia
- Nagroda dla najsympatyczniejszego zawodnika czeskiej ekstraligi: sezony 2008/2009, 2009/2010, 2010/2011
- Galeria Sławy czeskiego hokeja na lodzie: 2008

## Inne informacje
Z Pilzna pochodzi także inny hokeista o tym nazwisku, Petr Straka (ur. 1993), jednak nie jest spokrewniony z Martinem. W tym klubie grał również inny czeski hokeista, Josef Straka, także niespokrewniony z Martinem.